# The Black Parade
The Black Parade treći je studijski album američkog rock sastava My Chemical Romance.

## Popis pjesama
1. "The End." – 1:52
2. "Dead!" – 3:15
3. "This Is How I Disappear" – 3:59
4. "The Sharpest Lives" – 3:20
5. "Welcome to the Black Parade" – 5:11
6. "I Don't Love You" – 3:58
7. "House of Wolves" – 3:04
8. "Cancer" – 2:22
9. "Mama" (featuring Liza Minnelli) – 4:39
10. "Sleep" – 4:43
11. "Teenagers" – 2:41
12. "Disenchanted" – 4:55
13. "Famous Last Words" – 4:59
14. "Blood" (hidden track) – 2:53

### B-sides
1. "Heaven Help Us" – 2:54
2. "My Way Home Is Through You" – 2:59
3. "Kill All Your Friends" – 4:28